# کیتلین جرالد
کیتلین جرالد (انگلیسی: Caitlin Gerard؛ زادهٔ ۲۶ ژوئیهٔ ۱۹۸۸) هنرپیشه اهل ایالات متحده آمریکا است. وی از سال ۲۰۱۰ میلادی تاکنون مشغول فعالیت بوده‌است.
از فیلم‌ها یا برنامه‌های تلویزیونی که وی در آن نقش داشته‌است می‌توان به شبکه اجتماعی، مجیک مایک، جرم آمریکایی، واگذاری، لیست جیبی و توطئه‌آمیز: آخرین کلید اشاره کرد.